# Épagneul nain continental
L'épagneul nain continental est une race de chien de compagnie originaire de France et de Belgique, comprenant notamment les variétés papillon, aux oreilles droites, et phalène, aux oreilles tombantes. Les noms papillon et phalène font respectivement référence au papillon diurne, qui tient ses ailes droites lorsqu'il se repose, et à un papillon nocturne, la phalène, qui les garde plutôt baissées.

## Caractéristiques physiques
Cette race de chien comprend les variétés papillon, aux oreilles droites, et phalène, aux oreilles tombantes. Les noms papillon et phalène font respectivement référence au papillon diurne, qui tient ses ailes droites lorsqu'il se repose, et à un papillon nocturne, la phalène, qui les garde plutôt baissées.
Développé plus en longueur qu'en hauteur, l'épagneul continental a une tête proportionnée au corps (proportionnellement plus petite que celle des autres races d'épagneuls), un stop prononcé, un museau court et pointu, un chanfrein droit et une truffe noire légèrement aplatie sur le dessus.
La robe est longue, soyeuse, brillante, ondulée (pas bouclée) ; toutes les couleurs sont admises sur fond blanc (sur le corps et les membres, le blanc doit être dominant), sauf la couleur foie.
Les yeux en forme d'amande sont plutôt larges, non saillants, de couleur foncée et avec des paupières pigmentées. Les oreilles sont grandes, espacées et attachées en arrière, et couvertes d'une abondante frange de fourrure.
La queue, assez longue et abondamment frangée, est insérée haut et portée enroulée sur le dos comme un panache.

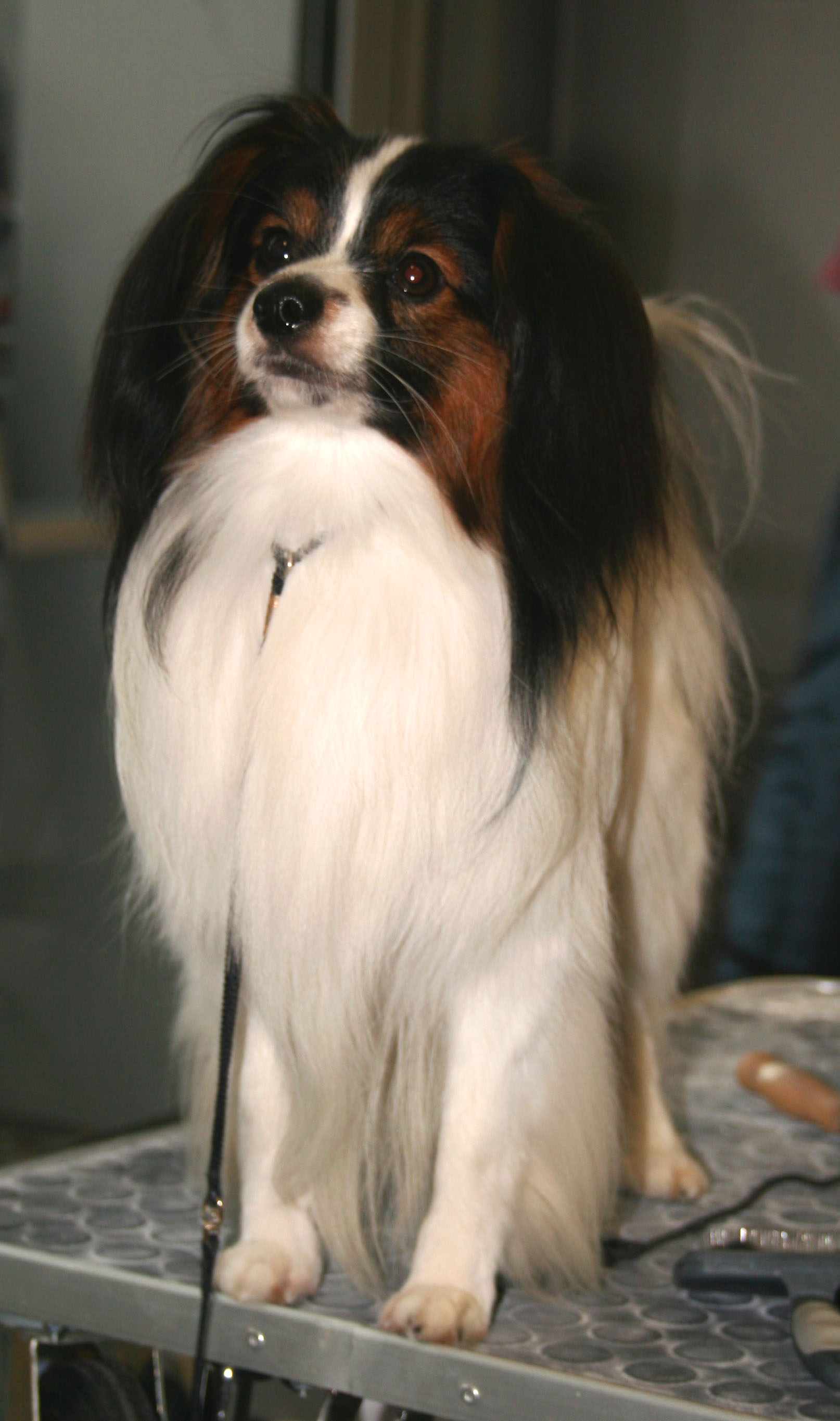
Exemple de phalène, avec les oreilles pendantes.
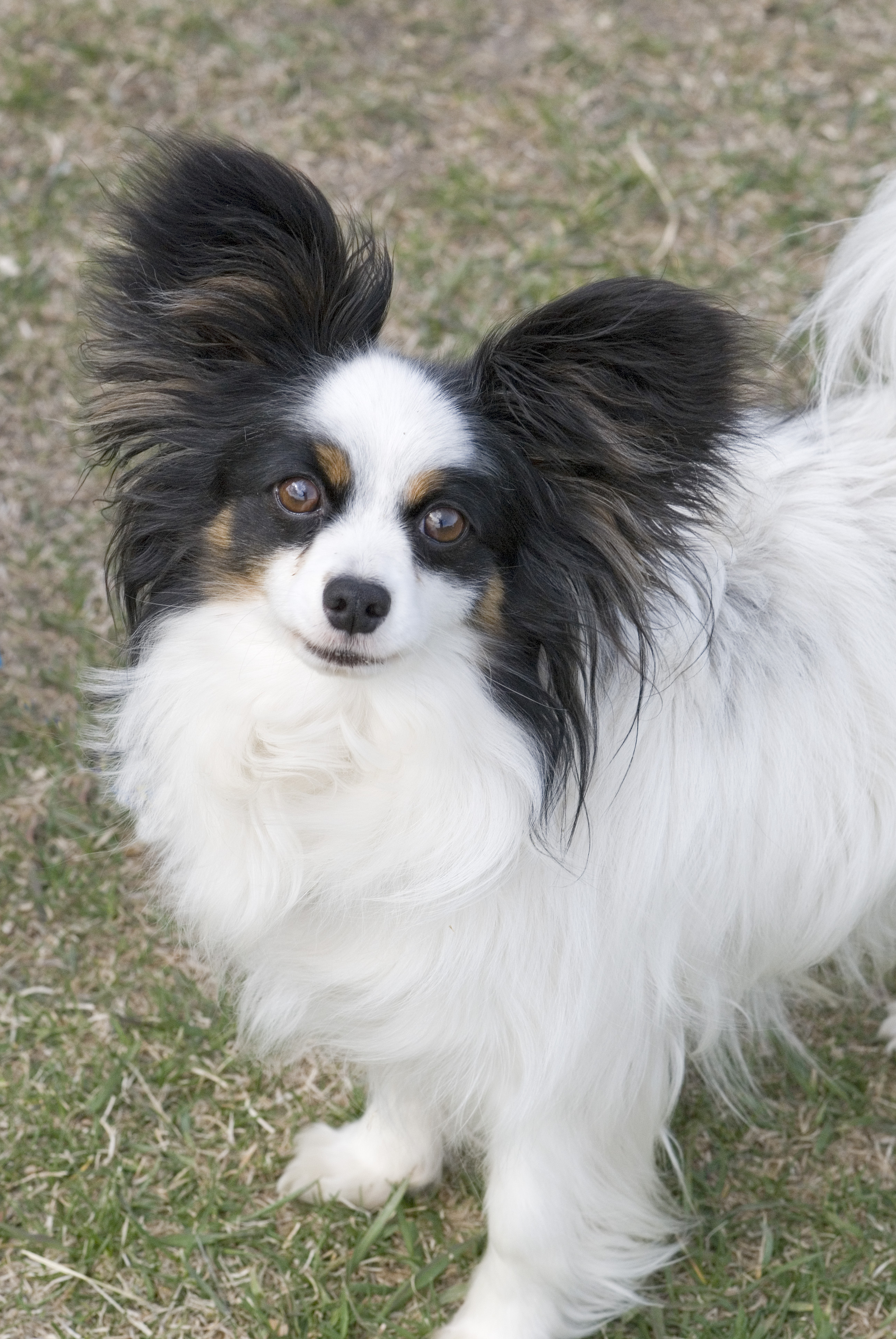
Exemple de papillon, avec les oreilles droites.

## Tempérament
C'est un chien intelligent, vif et amical. Il peut parfois se montrer possessif envers son maître et ne tolère pas la présence d'étrangers.
Bien qu'il soit adapté à la vie en appartement, il aime l'exercice en plein air.